# 2045
2045 (ММXLV) е обикновена година, започваща в неделя според Григорианския календар. Тя е 2045-ата година от новата ера, четиридесет и петата от третото хилядолетие и шестата от 2040-те.